# Мергень (озеро)
Мергень (устар. Мергенское) — озеро в Ишимском районе Тюменской области России. Относится к бассейну реки Ишим.

## Характеристика
Площадь озера — 26,2 км². Высота уреза воды над уровнем моря — 81 метр. Мергень, самое крупное озеро на территории Ишимского района, расположено в 19 км юго-западнее города Ишим. Озеро расположено на второй надпойменной террасе реки Ишим, вытянуто с северо-запада на юго-восток параллельно руслу реки. Водоём имеет почти идеальную овальную форму (длина — 11 км, макс. ширина — 2,2 км). Берега сложены суглинками, в настоящее время заболочены, покрыты смешанным (с преобладанием берёзы) лесом. В летнее время озеро сильно зарастает тростником, в котором гнездится водоплавающая птица.
В озеро впадают реки Локтинка и Чебоксарка, вытекает река Мергенька. На берегу озера находится деревня Быкова.

## Археология и палеогенетика
В северо-восточной части озера Мергень у истока речки Мергеньки, обнаружены следы стоянок и могильников древних людей (эпохи мезолита, неолита). У западносибирской охотницы-собирательницы I1960 (Tyumen_HG, Tyumen50, Kurgan 6, Mergen 6 (Building № 15), 8166 л. н., 6361—6071 лет до н. э.) со стоянки Мергень 6, находящейся на полуострове между северо-восточным берегом озера Мергень и каналом Мергенька, определили митохондриальную гаплогруппу U2e3. У неолитического образца I1958 (Tyumen1, Kurgan 1, Mergen 6 (Building № 21 — burial 1), 5805±25 BP, 4723—4558 гг. до н. э.) со стоянки Мергень 6 определили митохондриальную гаплогруппу U5a1.